# Українська науково-освітня телекомунікаційна мережа УРАН
Украї́нська науко́во-осві́тня телекомунікаці́йна мере́жа УРАН створена за рішенням Міністерства Освіти України та НАН України при підтримці університетів, інститутів Міністерства освіти та НАН, згідно зі Спільною Постановою Президії Національної Академії наук України і Колегії Міністерства освіти України від 20 червня 1997. В основу створення мережі покладено концепцією, ухвалену міжнародною нарадою «Комп'ютерна мережа закладів вищої освіти і науки України» за участю представників Наукового відділу НАТО (24-26 квітня 1997, м. Київ) та міжнародною конференцією «Комп'ютерні мережі в вищій освіті» (26-28 травня 1997, м. Київ).
Асоціацію користувачів Української науково-остітньої телекомунікаційної мережі «УРАН» («Асоціація УРАН») було перереєстровано в 2006 році на підставі Наказу Міністерства освіти і науки «Про створення Всеукраїнської Асоціації УРАН» від 13 березня 2006 року № 181 та за дозволом Антимонопольного комітету України згідно з Рішенням АМКУ від 5 жовтня 2006 року № 411-р як неприбуткову організацію. Її засновниками стали ЗВО України IV-го рівня акредитації, установи НАН та Академія педагогічних наук України.
Метою створення і діяльності Асоціації є координація дій та об'єднання зусиль Членів Асоціації для сприяння створенню, розвитку та використанню єдиної національної науково-освітньої телекомунікаційної мережі України, для підвищення рівня освіти та науки, розвитку засад інформаційного суспільства, повноправного входження України в глобальний інформаційний простір і представництва інтересів Членів Асоціації в органах державної влади, а також в українських та міжнародних організаціях.
Експлуатація та подальший розвиток Мережі УРАН здійснюється Асоціацією УРАН згідно із Концепцією Національної програми інформатизації, схваленої Законом України від 4 лютого 1998 р. № 75/98-ВР, та Державною Програмою «Інформаційні та комунікаційні технології в освіті і науці» на 2006—2010 роки, затвердженою Постановою Кабінету Міністрів України від 7 грудня 2005 року № 1153.
Асоціація є відкритою для нових членів і діє відповідно до Установчого договору.
Діяльність Асоціації є неприбутковою, а розвиток мережевої інфраструктури забезпечується в основному коштом цільового державного фінансування або міжнародних грантів.
У 2007 р. в Лондоні підписано угоду про підключення Мережі УРАН до пан'європейської науково-освітньої мережі GEANT-2.

## Члени асоціації
- Академія педагогічних наук України
- Вінницький національний технічний університет
- Донецька державна музична академія імені Сергія Прокоф'єва
- Донецький державний університет управління
- Донецький національний технічний університет
- Донецький національний університет економіки і торгівлі імені Миколи Туган-Барановського
- Житомирський державний технологічний університет
- Запорізький державний медичний університет
- Запорізький національний технічний університет
- Західний науковий центр НАН України і МОН України
- Івано-Франківський національний технічний університет нафти і газу
- Інститут біології південних морів імені А.О. Ковалевського НАН України
- Інститут вищої освіти АПН України
- Інститут економіки промисловості НАН України (Донецьк)
- Інститут інформаційних технологій і засобів навчання АПН України
- Інститут педагогічної освіти і освіти дорослих АПН України
- Інститут прикладної математики і механіки НАН України
- Інститут проблем виховання АПН України
- Інститут спеціальної педагогіки АПН України
- Інститут фізичної оптики
- Київський національний економічний університет імені Вадима Гетьмана
- Київський національний університет будівництва і архітектури
- Київський національний університет імені Тараса Шевченка
- Київський національний університет технології та дизайну
- Київський університет економіки і технологій транспорту
- Центральноукраїнський національний технічний університет
- Луцький державний технічний університет
- Міжнародний науково-навчальний центр інформаційних технологій та систем НАН України та МОН України
- Національний авіаційний університет
- Національний гірничий університет
- Національний лісотехнічний університет України
- Національний технічний університет "Харківський політехнічний інститут"
- Національний технічний університет України "Київський політехнічний інститут"
- Національний університет "Львівська політехніка"
- Національний університет водного господарства та природокористування, Рівне
- Національний університет кораблебудування імені адмірала Макарова, Миколаїв
- Одеський національний політехнічний університет
- Одеський національний університет імені І.І. Мечникова
- Південноукраїнський державний педагогічний університет імені Костянтина Ушинського
- Полтавський інститут бізнесу міжнародного науково-технічного університету
- Полтавський національний технічний університет імені Юрія Кондратюка
- Полтавський університет споживчої кооперації України
- Севастопольський національний технічний університет
- Сумський державний університет
- Східноукраїнський національний університет імені Володимира Даля, Луганськ
- Таврійський національний університет імені Володимира Вернадського
- Тернопільський національний технічний університет імені Івана Пулюя
- Ужгородський національний університет
- Національний аерокосмічний університет імені М. Є. Жуковського «Харківський авіаційний інститут»
- Харківський економіко-правовий університет
- Харківський національний автомобільно-дорожній університет
- Харківський національний університет імені В.Н. Каразіна
- Харківський національний університет радіоелектроніки
- Херсонський державний університет
- Херсонський національний технічний університет
- Хмельницький національний університет
- Центральний інститут післядипломної педагогічної освіти
- Черкаський державний технологічний університет
- Чернівецький національний університет імені Юрія Федьковича
- Чернігівський національний технологічний університет